# Лада (хоккейный клуб)
«Ла́да» — российский профессиональный хоккейный клуб, выступающий в КХЛ.
Клуб базируется в городе Тольятти, Самарской области. Основан 31 августа 1976 года. До 1990 года клуб носил название «Торпедо». Двукратный чемпион России и обладатель Кубка Европы, победитель Континентального кубка. В сезонах 2008/2009 и 2009/2010, а также с сезона 2014/2015 по 2017/2018 выступал в Континентальной хоккейной лиге. С сезона 2023/2024 команда снова выступает в КХЛ.

## История
С момента своего основания команда пять сезонов провела во второй лиге СССР (третий дивизион), десять — в первой лиге СССР (второй дивизион), один — в высшей лиге СНГ (первый дивизион), четыре — в Межнациональной хоккейной лиге, три — в Российской хоккейной лиге, пять — в Профессиональной хоккейной лиге (Суперлига), четыре — в Континентальной хоккейной лиге (КХЛ), четыре — в Высшей хоккейной лиге (ВХЛ).
С начала своего существования команда называлась «Торпедо», а в 1990 году сменила своё название на новое — «Лада» — по имени самой популярной в России марки автомобиля, выпускаемого владельцем команды — Акционерным обществом «АвтоВАЗ».
17 мая 2010 года Совет директоров Континентальной хоккейной лиги в связи с непредоставлением в установленные сроки документов, подтверждающих обеспечение финансирования основной команды, постановил не включать в состав участников чемпионата КХЛ 2010/2011 хоккейный клуб «Лада». 21 июня 2010 было принято решение о том, что в сезоне 2010/11 клуб будет выступать в ВХЛ.
С сезона 2014/2015 «Лада» вновь выступала в КХЛ. После сезона 2017/2018 клуб был исключён из КХЛ. 24 апреля 2018 года «Лада» подала документы для участия в чемпионате ВХЛ.
1 ноября 2022 года подали заявку в КХЛ. 13 апреля 2023 года стало известно, что «Лада» будет снова выступать в КХЛ в сезоне 2023/2024. Имеет фарм-клуб «Ладья».

## Достижения

### Национальные
- Чемпионат России
  - Чемпион (2): 1993/1994; 1995/1996
  - Вице-чемпион (4): 1992/1993; 1994/1995; 1996/1997; 2004/2005
  - Третье место (2): 2002/2003; 2003/2004
  - Обладатель кубка «Русская классика 2014»

- Кубок МХЛ
  - Обладатель: 1994

- Регулярный чемпионат
  - Победитель (5): 1992/1993, 1993/1994, 1994/1995, 1995/1996, 1996/1997

- Первенство СССР первой лиги
  - Чемпион: 1991

- Кубок Лады
  - Чемпион (15): 2000, 2001, 2002, 2003, 2004, 2005, 2006, 2008, 2009, 2013, 2015, 2016, 2019, 2021, 2022
- Кубок Республики Башкортостан
  - Чемпион 2001
- Турнир имени Н.В Дроздецкого
  - Чемпион 2020
- Турнир памяти Ю.И Моисеева
  - Чемпион 2022

### Международные
- Кубок Европы
  - Обладатель: 1996/1997
  - Финалист: 1994/1995
- Континентальный кубок
  - Обладатель: 2006

- Суперкубок Европы
  - Финалист: 1997

- Кубка Шпенглера
  - Финалист: 1995

- Кубок Паюлахти
  - Чемпион: 2004

## Призы российского хоккея
- Кубок прогресса: 1992/1993
- Приз имени В.М Боброва: 1992/1993, 1995/1996, 1996/1997.
- Золотая клюшка:
- Андрей Тарасенко — 1997/1998
- Золотой шлем:
- Юрий Злов — 1996/1997
- Андрей Тарасенко — 1997/1998
- Игорь Григоренко — 2002/2003
- Максим Михайловский — 2002/2003
- Виктор Козлов — 2004/2005
- Самому результативному игроку:
- Анатолий Емелин — 1994/1995
- Андрей Тарасенко — 1997/1998
- Самому результативному защитнику:
- Денис Цыгуров — 1992/1993
- Три бомбардира:
- Анатолий Емелин —  Иван Свинцицкий —  Денис Метлюк 56 шайб — 1995/1996
- Андрей Тарасенко —  Вячеслав Безукладников —  Юрий Злов 55 шайб — 1997/1998
- Лучший новичок сезона:
- Илья Брызгалов — 1999/2000
- Александр Сёмин — 2002/2003

## Рекорды
- Самый результативный матч — 24.03.1984, «Торпедо» — «Енбек» (Алма-Ата) — 17:5.
- Самая крупная победа — 15.03.1977, «Торпедо» — «Вымпел» (Жуковский) — 15:0
- Самое крупное поражение — 10.03.1977, «Торпедо» — «Станкостроитель» (Рязань) — 2:13.
- Самая продолжительная победная серия — 15 матчей; 17.11.1994 — 13.01.1995.
- Самая продолжительная проигрышная серия — 10 матчей; 10.09.2015 — 05.10.2015; 31.08.2017 — 24.09.2017.
- Самая продолжительная ничейная серия — 3 матча; 02.11.1985 — 13.11.1985.
- Самая продолжительная безвыигрышная серия — 22 матча; 24.01.1987 — 01.04.1987; 5 ничьих, 17 поражений.
- Самая продолжительная беспроигрышная серия — 22 матча; 10.09.1996 — 03.12.1996; 20 побед, 2 ничьи.
- Больше всего голов за сезон — Александр Кирпичев — 56 (1977/78).
- Больше всего голевых передач за сезон — Вячеслав Лавров — 39 (1990/91).
- Больше всего очков (гол + пас) — Александр Кирпичев — 78 (56 + 22) (1977/78).
- Больше всего штрафа за сезон — Владислав Бульин — 170 минут (2002/04).
- Наибольшее количество игр за сезон — 72 — Андрей Рачинский, 1980/81; Владимир Шиханов, Андрей Дадакин, 1988/89.
- Наибольшее количество «сухих игр» в сезоне − 14 матчей Майк Фаунтин, 2001/2002[8]

Владимир Шиханов играл за «Торпедо» и «Ладу» на протяжении 11 сезонов, провел 693 матча, забросил 320 шайб, сделал 243 голевые передачи, набрав 563 очка.

## Стадион
С 1976 по 2013 «Лада» проводила домашние матчи во Дворце спорта «Волгарь» вместимостью 2 908 посадочных мест.
Согласно регламенту чемпионата России с сезона 2007/08 годов не допускаются команды, не имеющие подписанного договора аренды с ареной вместимостью не менее 5500 зрителей. Но, несмотря на многочисленные обещания городских, областных и вазовских чиновников, на октябрь 2008 года строительство так и не началось. Отсутствие арены, соответствующей стандартам Континентальной хоккейной лиги, стало одной из причин исключения хоккейного клуба «Лада» из состава участников чемпионата КХЛ.
С 2009 началось строительство Лады-Арены на 6 000 посадочных мест.
Начиная с 9 августа 2013 года «Лада» проводит домашние матчи в Ледовом дворце «Лада-Арена».

## Известные воспитанники
- Денис Баранцев Двукратный обладатель Кубка Гагарина 2012, 2013
- / Вячеслав Буцаев. Чемпион Олимпийских игр 1992, чемпион мира 1993, чемпион России 2002, 2003.
- Юрий Буцаев. Обладатель Кубка Колдера 2002, чемпион России 2003.
- Илья Брызгалов. Обладатель Кубка Стэнли 2007. Чемпион мира 2009.
- Олег Волков. Чемпион МХЛ (1994, 1996), обладатель Кубка МХЛ (1994), обладатель Кубка Европы (1996), чемпион Беларуси (2006).
- / Сергей Востриков. Чемпион мира среди молодежи (1984 г.). Чемпион Всемирной Универсиады (1986 г.) 4-кратный чемпион Италии.
- Дмитрий Воробьёв.Серебряный призёр Чемпионата Мира среди молодёжи 2005 г. Чемпион мира 2008 г., Обладатель Континентального Кубка 2006 г. Обладатель Кубка Шпенглера 2010
- Эдуард Горбачёв. Чемпион МХЛ (1994, 1996). Обладатель Кубка МХЛ (1994) Обладатель Кубка Европы (1996). Чемпион Беларуси (2006).
- Игорь Григоренко. Чемпион мира среди молодёжи: 2002, 2003. Чемпион России 2008, 2011, Обладатель Кубка Гагарина 2011.
- Денис Гурьянов. Бронзовый призёр молодёжного чемпионата мира 2017.
- Денис Ежов. Чемпион мира среди молодёжи 2003.
- Алексей Емелин. Чемпион мира 2012, Обладатель кубка Гагарина 2009,2010,2021. Обладатель КЕЧ 2006, Обладатель Континентального кубка 2008
- Марат Калимулин. Обладатель Континентального кубка 2006, Бронзовый призёр молодёжного чемпионата мира: 2008
- Алексей Ковалёв. Олимпийский чемпион 1992, чемпион СССР 1990, 1991, Обладатель Кубка Стэнли, 1994
- Виктор Козлов. Чемпион МХЛ 1992—1993, Обладатель Кубка Гагарина 2011
- Максим Кондратьев. Чемпион мира среди молодёжи (2002, 2003), Обладатель кубка Гагарина 2011
- Василий Кошечкин. Олимпийский чемпион 2018, чемпион мира 2009, Обладатель Континентального кубка 2006, 2008. Обладатель Кубка Гагарина 2014, 2016
- Владимир Маленьких. Чемпион России 2007, 2014, Обладатель Кубка Шпенглера 2005, Обладатель КЕЧ 2008, Обладатель Кубка Гагарина 2014
- / Игорь Масленников. Второй призёр чемпионата СССР/СНГ 1992, Чемпион Италии 1995—1998.
- Денис Метлюк. Чемпион мира среди молодёжных команд (1992), Обладатель Кубка Европы среди клубных команд (1996)
- Григорий Панин. Обладатель Кубка Гагарина 2009, 2010. Обладатель Континентального Кубка (2008 г.)
- Андрей Разин. Чемпион России 1999, 2001, Обладатель Кубка МХЛ/России 1994, 1998, чемпион Евролиги 1999, 2000, Обладатель Суперкубка Европы 2000.
- Владимир Тарасов. Чемпион МХ (1994, 1996). Обладатель Кубка МХЛ (1994),Обладатель Кубка Европы 1996.
- / Валерий Ширяев. Чемпион мира и Европы 1989, чемпион Швейцарии 2004, Бронзовый призёр чемпионата СССР 1985.

## Результаты выступления в КХЛ
И — количество проведённых игр, В — выигрыши в основное время, ВО — выигрыши в овертайме, ВБ — выигрыши в послематчевых буллитах, ПО — проигрыши в овертайме, ПБ — проигрыши в послематчевых буллитах, П — проигрыши в основное время, О — количество набранных очков, Ш — соотношение забитых и пропущенных голов, РС — место по результатам регулярного сезона
| Сезон   | И   | В   | ВО | ВБ | ПБ | ПО | П   | О   | Ш         | РС | Плей-офф                                                     |
| ------- | --- | --- | -- | -- | -- | -- | --- | --- | --------- | -- | ------------------------------------------------------------ |
| 2008/09 | 56  | 21  | 3  | 5  | 2  | 3  | 22  | 84  | 120-116   | 13 | Проиграли в 1/8 финала: 2-3 (ЦСКА)                           |
| 2009/10 | 56  | 14  | 0  | 2  | 6  | 3  | 31  | 55  | 115-173   | 22 | В плей-офф не играли                                         |
| 2014/15 | 60  | 16  | 3  | 5  | 2  | 2  | 32  | 68  | 130-158   | 24 | В плей-офф не играли                                         |
| 2015/16 | 60  | 17  | 1  | 4  | 5  | 3  | 30  | 69  | 120-153   | 26 | В плей-офф не играли                                         |
| 2016/17 | 60  | 16  | 1  | 4  | 4  | 3  | 32  | 65  | 146-180   | 27 | В плей-офф не играли                                         |
| 2017/18 | 56  | 12  | 3  | 1  | 3  | 3  | 34  | 79  | 105-149   | 25 | В плей-офф не играли                                         |
| 2023/24 | 68  | 24  | 4  | 4  | 4  | 10 | 22  | 78  | 165-170   | 12 | Проиграли в 1/8 финала: 1-4 (Авангард)                       |
| 2024/25 | 68  | 17  | 2  | 3  | 7  | 3  | 36  | 54  | 150-188   | 20 | В плей-офф не играли                                         |
| Всего   | 484 | 137 | 17 | 28 | 33 | 21 | 239 | 552 | 1051-1287 | —  | В плей-офф участвовали 2 раза. Счёт (победы/поражения): 3-7. |

## Главные тренеры
Главные тренеры «Торпедо»/«Лады» с 1976 года:
- Богинов Дмитрий Николаевич (1976—1978)
- Гущин Валерий Иванович (1978—1986)
- Каменев Владимир Иванович (1986—1987)
- Садомов Виктор Николаевич (1987—1990)
- Тычкин Александр Петрович (1990)
- Цыгуров Геннадий Фёдорович (1990—1999, 2011—2012)
- Постников Валерий Викторович (1999—2001)
- Воробьёв Пётр Ильич (2001—2006, 2008—2010)
- Емелин Анатолий Анатольевич (2006—2007)
- Новиков Юрий Николаевич (2007)
- Казаков Николай Павлович (2007—2008, 2010—2011)
- Жилинский Игорь Валентинович (2012—2014)
- Светлов Сергей Александрович (2014—2015)
- Аболс Артис (2015—2018)
- Емелин Анатолий Анатольевич (2018—2019)
- Титов Александр Николаевич (2019—2020)
- Кречин Владимир Николаевич (2020)
- Барков Александр Эдгардович (2020)
- Белов Валерий Геннадьевич (2021—2023)
- Браташ Олег Владимирович (2023—2024)
- Зубов Павел Владимирович (2024—2025)
- Миронов Борис Олегович (2025—н. в.)

## Руководство клуба
- Генеральный директор — Александр Харламов[9]
- Спортивный директор — Масленников Игорь Валентинович

## История выступлений
| Год  | Лига               | Место | В  | Н  | П  | Голы    | Плей-офф                |
| ---- | ------------------ | ----- | -- | -- | -- | ------- | ----------------------- |
| 1976 | Первенство РСФСР   | 6     | 3  | 0  | 2  | 24-15   | Н/У                     |
| 1977 | Вторая лига Запад  | 7     | 25 | 4  | 23 | 214-199 | Н/У                     |
| 1978 | Вторая лига Запад  | 3     | 35 | 5  | 13 | 214-199 | Н/У                     |
| 1979 | Вторая лига Запад  | 1     | 29 | 7  | 8  | 220-149 | Н/У                     |
| 1980 | Первая лига        | 12    | 19 | 7  | 34 | 220-149 | Н/У                     |
| 1981 | Вторая лига Запад  | 2     | 50 | 1  | 9  | 375-194 | Н/У                     |
| 1982 | Вторая лига Запад  | 1     | 31 | 5  | 8  | 234-127 | Н/У                     |
| 1983 | Вторая лига Запад  | 6     | 39 | 9  | 22 | 214-199 | Н/У                     |
| 1984 | Первая лига        | 10    | 25 | 3  | 32 | 255-274 | Н/У                     |
| 1985 | Первая лига        | 9     | 24 | 6  | 22 | 236-210 | Н/У                     |
| 1986 | Первая лига Восток | 1     | 26 | 3  | 10 | 179-112 | Н/У                     |
| 1987 | Первая лига Восток | 3     | 21 | 2  | 13 | 145-124 | Н/У                     |
| 1988 | Первая лига Восток | 3     | 19 | 5  | 12 | 128-121 | Н/У                     |
| 1989 | Первая лига Запад  | 2     | 24 | 3  | 9  | 102-164 | Н/У                     |
| 1990 | Первая лига Запад  | 6     | 15 | 6  | 15 | 114-125 | Н/У                     |
| 1991 | Первая лига Восток | 1     | 23 | 2  | 3  | 158-73  | Н/У                     |
| 1992 | Высшая лига        | 9     | 14 | 2  | 14 | 83-96   | Н/У                     |
| 1993 | МХЛ                | 1     | 31 | 3  | 8  | 165-87  | Финал                   |
| 1994 | МХЛ                | 1     | 31 | 3  | 8  | 165-87  | Кубок МХЛ Победитель    |
| 1995 | МХЛ Восток         | 1     | 41 | 4  | 7  | 229-83  | Финал                   |
| 1996 | МХЛ                | 1     | 21 | 2  | 3  | 165-87  | Кубок МХЛ 1/2 Финала    |
| 1997 | Суперлига          | 1     | 30 | 3  | 5  | 146-63  | Финал                   |
| 1998 | Суперлига          | 4     | 32 | 7  | 7  | 165-87  | Кубок России 1/4 Финала |
| 1999 | Суперлига          | 6     | 20 | 12 | 10 | 122-83  | 1/4 Финала              |
| 2000 | Суперлига          | 9     | 20 | 4  | 14 | 113-71  | 1/4 Финала              |
| 2001 | Суперлига          | 5     | 22 | 10 | 10 | 146-63  | 1/4 Финала              |
| 2002 | Суперлига          | 4     | 31 | 5  | 15 | 121-77  | 1/4 финала              |
| 2003 | Суперлига          | 5     | 28 | 7  | 16 | 110-72  | 1/4 финала              |
| 2004 | Суперлига          | 2     | 32 | 8  | 20 | 113-71  | 1/2 финала              |
| 2005 | Суперлига          | 2     | 36 | 11 | 13 | 140-86  | Финал                   |
| 2006 | Суперлига          | 9     | 24 | 7  | 20 | 121-77  | 1/4 Финала              |
| 2007 | Суперлига          | 11    | 24 | 7  | 23 | 121-117 | 1/8 Финала              |
| 2008 | Суперлига          | 12    | 25 | -  | 32 | 113-71  | 1/8 Финала              |
| 2009 | КХЛ                | 13    | 29 | -  | 27 | 120-116 | 1/8 Финала              |
| 2010 | КХЛ Восток         | 11    | 16 | -  | 40 | 115-173 | Н/У                     |
| 2011 | ВХЛ Запад          | 10    | 18 | -  | 38 | 130-184 | Н/У                     |
| 2012 | ВХЛ Запад          | 7     | 23 | -  | 30 | 160-152 | 1/8 Финала              |
| 2013 | ВХЛ                | 9     | 29 | -  | 23 | 149-130 | 1/4 Финала              |
| 2014 | ВХЛ                | 12    | 28 | -  | 22 | 130-113 | 1/8 Финала              |
| 2015 | КХЛ Восток         | 11    | 24 | -  | 36 | 130-158 | Н/У                     |
| 2016 | КХЛ Восток         | 13    | 22 | -  | 38 | 120-153 | Н/У                     |
| 2017 | КХЛ Восток         | 14    | 21 | -  | 39 | 146-180 | Н/У                     |
| 2018 | КХЛ Восток         | 13    | 16 | -  | 40 | 105-149 | Н/У                     |
| 2019 | ВХЛ                | 5     | 38 | -  | 18 | 171-119 | 1/8 Финала              |
| 2020 | ВХЛ Запад          | 4     | 36 | -  | 18 | 164-123 | 1/8 Финала              |
| 2021 | ВХЛ                | 18    | 23 | -  | 27 | 134-136 | Н/У                     |
| 2022 | ВХЛ                | 7     | 34 | -  | 18 | 164-128 | 1/4 Финала              |
| 2023 | ВХЛ                | 6     | 31 | -  | 19 | 150-120 | 1/8 Финала              |
| 2024 | КХЛ Восток         | 7     | 32 | -  | 36 | 165-170 | 1/8 Финала              |
| 2025 | КХЛ Восток         | 10    | 22 | -  | 46 | 150-188 | Н/У                     |

## Текущий состав
| №          | Игрок                | Страна  | Хват    | Дата рождения              | Рост    | Вес     |         |
| Вратари    | Вратари              | Вратари | Вратари | Вратари                    | Вратари | Вратари | Вратари |
| ---------- | -------------------- | ------- | ------- | -------------------------- | ------- | ------- | ------- |
| 1          | Александр Трушков    | Россия  | Левый   | 31 июля 1996 (29 лет)      | 181 см  | 81 кг   |         |
| 20         | Максим Третьяк       | Россия  | Левый   | 22 октября 1996 (28 лет)   | 194 см  | 100 кг  |         |
| Защитники  |                      |         |         |                            |         |         |         |
| 2          | Николай Демидов      | Россия  | Левый   | 16 ноября 1995 (29 лет)    | 183 см  | 93 кг   |         |
| 15         | Евгений Калабушкин   | Россия  | Левый   | 25 ноября 1999 (25 лет)    | 183 см  | 85 кг   |         |
| 42         | Владислав Сёмин      | Россия  | Левый   | 17 февраля 1998 (27 лет)   | 193 см  | 103 кг  |         |
| 47         | Егор Морозов Ан.     | Россия  | Левый   | 30 сентября 2002 (22 года) | 185 см  | 100 кг  |         |
| 55         | Максим Березин       | Россия  | Левый   | 29 января 1991 (34 года)   | 191 см  | 102 кг  |         |
| 61         | Карим Вафин          | Россия  | Левый   | 4 февраля 2004 (21 год)    | 178 см  | 81 кг   |         |
| Нападающие |                      |         |         |                            |         |         |         |
| 18         | Дмитрий Кугрышев     | Россия  | Правый  | 18 января 1990 (35 лет)    | 180 см  | 85 кг   |         |
| 23         | Владислав Червоненко | Россия  | Левый   | 1 марта 1999 (26 лет)      | 175 см  | 83 кг   |         |
| 25         | Иван Романов         | Россия  | Левый   | 20 января 1998 (27 лет)    | 185 см  | 85 кг   |         |
| 41         | Николай Владимиров   | Россия  | Левый   | 12 ноября 1994 (30 лет)    | 185 см  | 87 кг   |         |
| 43         | Алексей Ожгихин      | Россия  | Левый   | 1 апреля 1998 (27 лет)     | 184 см  | 92 кг   |         |
| 63         | Евгений Грошев       | Россия  | Левый   | 31 декабря 1999 (25 лет)   | 177 см  | 72 кг   |         |
| 84         | Андрей Алтыбармакян  | Россия  | Левый   | 4 августа 1998 (27 лет)    | 180 см  | 91 кг   |         |

## Факты
- «Лада» стала первым региональным клубом, выигравшим российское хоккейное первенство. До этого чемпионами СССР и России (МХЛ) становились только команды из Москвы.
- «Лада» стала первым российским клубом, выигравшим Континентальный кубок IIHF.
- Самая крупная победа клуба за всю историю его официальных выступлений, над «Вымпелом» из города Жуковский со счётом 15:0 15 марта 1977 года, состоялась всего лишь через 5 дней после самого разгромного поражения. 10 марта 1977 года тольяттинское «Торпедо» уступило рязанскому «Станкостроителю» со счётом 2:13.
- Вратарь Венсан Риндо (29 игр, 48 пропущенных шайб, 5 игр на «ноль») стал первым иностранцем в Суперлиге, имевшим опыт игры в НХЛ.
- Тольяттинский воспитанник Алексей Ковалёв первый из российских хоккеистов вместе с Александром Карповцевым, Сергеем Зубовым и Сергеем Немчиновым стал обладателем Кубка Стэнли 1994 года.

## Номера, выведенные из обращения
- № 11 — Вячеслав Безукладников и Владимир Шиханов
- № 16 — Олег Волков
- № 74 — Марат Калимулин